# Западен Баунтифъл
Западен Баунтифъл (на английски: West Bountiful) е град в окръг Дейвис, щата Юта, САЩ. Западен Баунтифъл е с население от 4484 жители (2000) и обща площ от 7,7 km². Намира се на 1301 m надморска височина. ЗИП кодът му е 84087, а телефонният му код е 801.